# Сарта (река)
Сарта (иногда — Сарт, фр. Sarthe) — река во Франции. Длина — 313 км, площадь бассейна — 16374 км². Средний уклон реки — 0,1 м/км.
Истоки реки находятся в департаменте Орн на возвышенности в Перше. Далее река протекает преимущественно в юго-западном направлении по департаментам Орн, Сарта и Мен и Луара, где сливаясь с рекой Майенн, образует приток Луары Мен.
Высота истока — 255 м над уровнем моря. Высота устья — 14 м над уровнем моря.
Крупнейшие города на реке — Алансон, Ле-Ман, Анжер. Крупнейшие притоки — Луар (311 км) и Юина (161 км).